# Richmond Shire
Koordinaten: 20° 43′ S, 143° 8′ O

Das Shire of Richmond ist ein lokales Verwaltungsgebiet (LGA) im australischen Bundesstaat Queensland. Das Gebiet ist 26.581 km² groß und hat etwa 790 Einwohner.

## Geografie
Das Shire liegt im Zentrum des Staats etwa 1250 km nordwestlich der Hauptstadt Brisbane.
Verwaltungssitz der LGA ist Richmond mit etwa 550 Einwohnern. Weitere Ortschaften sind Albion, Burleigh, Cambridge, Carrar, Maxwelton und Woolgar.

## Geschichte
Erforscht wurde das Gebiet um 1862 und in den folgenden Jahren langsam besiedelt. Bedeutung erhielt Richmond vor allem als Zwischenstation zu den Goldfeldern im Norden. Von 1910 bis 1954 hieß das Verwaltungsgebiet Wyangarie Shire und erhielt dann seinen heutigen Namen.

## Verwaltung
Der Richmond Shire Council hat fünf Mitglieder. Der Mayor (Bürgermeister) und vier weitere Councillor werden von allen Bewohnern des Shires gewählt. Die LGA ist nicht in Wahlbezirke unterteilt.